# Азербайджанизмы
Азербайджанизмы — слова или выражения, заимствованные или происходящие из азербайджанского языка, частный случай тюркизма. В другие языки азербайджанизмы проникали благодаря социально-экономическим, культурно-историческим и торговым связям между носителями этих языков и азербайджаноязычным населением. Азербайджанские заимствования встречаются в русском языке, в грузинском, в армянском, в ряде дагестанских и иранских языков.

## В русском языке
Согласно материалам этимологических словарей, среди тюркских элементов в русском языке азербайджанизмами могут являться более ста слов. К примеру, в Этимологическом словаре русского языка Макса Фасмера сто семь слов указаны как слова тюркского происхождения с последующим перечислением тюркских языков, где указывается и азербайджанский язык (к примеру, слово аксакал указано как заимствованное из татарского, турецкого, чагатайского и азербайджанского языков).
Привстав на звонких стременах,
Надвинув на брови папах,
Отважный князь не молвил слова;
В руке сверкнул турецкий ствол,
 Нагайка щёлк — и, как орёл,
Он кинулся… и выстрел снова!
Среди тюркизмов к азербайджанскому источнику, учитывая культурно-исторические связи и семантику слова, могут быть отнесены слова, вошедшие в русский литературный язык в период вхождения территории Закавказья в состав России. Этими словами являются такие слова, как алыча, архалук, башлык, зимбиль, кунак, папаха, тулук, чохом, чурек, чуха.
Азербайджанизмы в русском языке употребляются как самостоятельно (в виде наименований тех или иных реалий), так и в роли непроизводных производящих основ, которые сочетаются с русскими аффиксами (-овн(я), -ушк(а), -ок, -щик, -еств(о), -ов(ый), -к(ий), -ий). Парадигматическое же формообразование во всех азербайджанских заимствованиях русского языка такое же, как и формообразование русских слов, когда конец слова семантически и по формальному признаку соотносится с заимствованиями. Такие заимствования в русском языке, как гулук, папаха, чурек, чуха по формальному признаку конца слова соотносятся с соответствующими разрядами русских слов мужского или женского родов и парадигматически изменяются так же, как и исконно русские слова. Однако, азербайджанизм папаха в произведениях таких русских писателей, как А. А. Бестужев-Марлинский и М. Ю. Лермонтов, употреблялся в грамматической форме мужского рода папах, что является фонетически близкой к азербайджанскому произношению (лишь во второй половине XIX века слово папах было семантически соотнесено с лексемой шапка, что привело к грамматическому переосмыслению слова).
Такие азербайджанизмы, как ами (дядя или форма обращения к незнакомому мужчине в возрасте), арвад (женщина, жена), баджи (форма обращения к незнакомой женщине или сестра), кардаш (форма обращения к незнакомому мужчине или брат), дост (друг, приятель), нохуд (местный вид нута), тулук (мешок без шва из сыромятной кожи) зарегистрированы в говорах русских поселенцев в Азербайджане. До развития двуязычия русские поселенцы изначально в беседе с нерусскими употребляли азербайджанские формы обращения, обогащая свою речь азербайджанскими словами. Данное обстоятельство могло послужить стимулом для закрепления в речи русских азербайджанских слов. К примеру, в русской речи закрепился азербайджанизм карачи — азербайджанское наименование цыган.
Наибольшее же количество азербайджанских слов проникло в русскую родную речь самих азербайджанцев. Однако благодаря тому, что информанты (люди, являющиеся носителем языка и служащие источником информации для исследователей языка или речи) разных групп постоянно общаются, особенно в городских условиях, азербайджанские слова проникают также в родную речь информантов, не являющихся азербайджанцами. При этом под влиянием подражания речи окружающих даже не знающие азербайджанского языка люди начинают употреблять в своей родной речи отдельные азербайджанские слова.

## В дагестанских языках
Лексические единицы проникали из азербайджанского языка и в дагестанские языки и, независимо от их этимологии, квалифицируются как азербайджанизмы. Заимствования из азербайджанского языка в лексике языков лезгинской группы занимают основное место по сравнению с другими тюркизмами. Причиной заимствования азербайджанских слов послужили непосредственное соседство носителей лезгинских языков с азербайджанцами и веками длившиеся социально-экономические, культурно-исторические и торговые связи между ними.

### В аварском языке
Значительное количество заимствований из азербайджанского имеются в лексике анцухского и кусурского диалектов аварского языка. Азербайджанизмы выявлены также в лексике тлянандского говора анцухского диалекта аварского языка, на котором говорят в некоторых селениях Тляратинского района Дагестана, граничащего с Белоканским районом Азербайджана.

### В арчинском языке
Определённое место заимствования из азербайджанского языка занимают в арчинском языке. Некоторая часть таких заимствований могла проникнуть в арчинский язык через посредство лакского языка, многие же слова проникли в арчинский язык непосредственно из тюркских языков (азербайджанского и кумыкского) благодаря прямым контактам арчинцев с тюркоязычным населением. Входя в арчинский язык, эти заимствования переоформлялись в силу внутренних законов развития языка.

### В крызском языке
Азербайджанизмами богата и лексика крызского языка, ввиду того, что крызцы, которые живут на территории Азербайджана, часто общаются с азербайджанцами. Заимствований из азербайджанского в крызском больше чем в лезгинском. К азербайджанизмам относятся такие слова, как харман «гумно» (азерб. xırman), кулунг «кирка» (азерб. külüng), мис «медь» (азерб. mis), чакуч «молоток» (азерб. çəkic). Слова персидского и арабского происхождения также проникли в крызский язык через азербайджанский.

### В лакском языке
Лакские тюркизмы с тюркскими словообразовательными суффиксами -лугъ и -магъ заимствованы из азербайджанского языка. К примеру, буллугъ «изобилие» (азерб. bolluq), шадлугъ «радость» (азерб. şadlıq), усстталугъ «мастерство» (азерб. ustalıq), дуланмагъ «обходиться» (азерб. dolanmaq).
Слово нафт (ноут) «керосин» в лакском языке также считается азербайджанизмом из-за того, что оно ближе к азербайджанскому слову nəft. Азербайджанизмом является и лакское накъара «барабан», часто употребляющееся в словосочетании зюннав-накъара «зурна-барабан».
Из азербайджанского языка в лакском заимствованы и такие слова, как аяз «ночные заморозки» (азерб. ayaz), бугъ «духота, пар» (азерб. buğ), къурагъ «засуха» (азерб. quraq).

### В лезгинском языке
Давние связи жителей Южного Дагестана с Азербайджаном, а также отходничество способствовали большому притоку азербайджанских слов как в литературный лезгинский язык, так и в диалекты.
Так, лезгинское слово ичалатар «внутренности, потроха» образовано на лезгинской почве от азербайджанского слова ич «внутренности, требуха», однако отдельно слово ич в современном лезгинском языке в значении «внутри, внутренность» не употребляется. Такие лезгинские слова, как гуъзет авун (гуъзетмишун) «ждать, ожидать, наблюдать», гуъзетчи «ночной дежурный на отаре» также заимствованы из азербайджанского gözətləmək «охранять, стеречь», gözətçi «часовой, сторож».
Названия таких деревьев, так къарагъадж «карагач, вяз» и шамагъадж «сосна» в курушском говоре лезгинского языка также являются заимствованными из азербайджанского языка. В этот говор через посредство азербайджанского языка вошло и слово кhава «тулуп» (азерб. kəvə) иранского происхождения. Азербайджанизмы имеют важное знаение для обогащения словарного состава джабинского диалекта. Этот диалект заимствовал из азербайджанского такие слова, как башмагъар «башмаки», къалпах «крышка», чекме «сапог», шырва «суп», дулма «долма», къавурма «жаркое», къайгъанах «яичница», баджанах «свояк», бала «дитя», илчи «посланец», неве «внук», гемичи «корабельщик», овчи «охотник», къуллугъчи «служащий», илан «змея», къуньши «сосед», къаз «гусь», къуш «птица», алча «алыча», исттивут «перец», алчах «низкий», быз «серый», ири «крупный», тух «сытый», ара-бир «иногда», тым «семя», уьзуьм «виноград» и т. д.
Азербайджанизмы же касающиеся терминов, связанных с полеводством, садоводством и сельским хозяйством, в лезгинском языке намного богаче по сравнению со всеми остальными дагестанскими языками. Так, слова алча, бустанчи, емиш, кал, магъсулар, мейва, техил, тум, уъзуъм, харман, щеле, шефтели, которые прочно вошли в состав лезгинского языка, отсутствуют в аварском, даргинском и лакском языках.

### В хиналугском языке

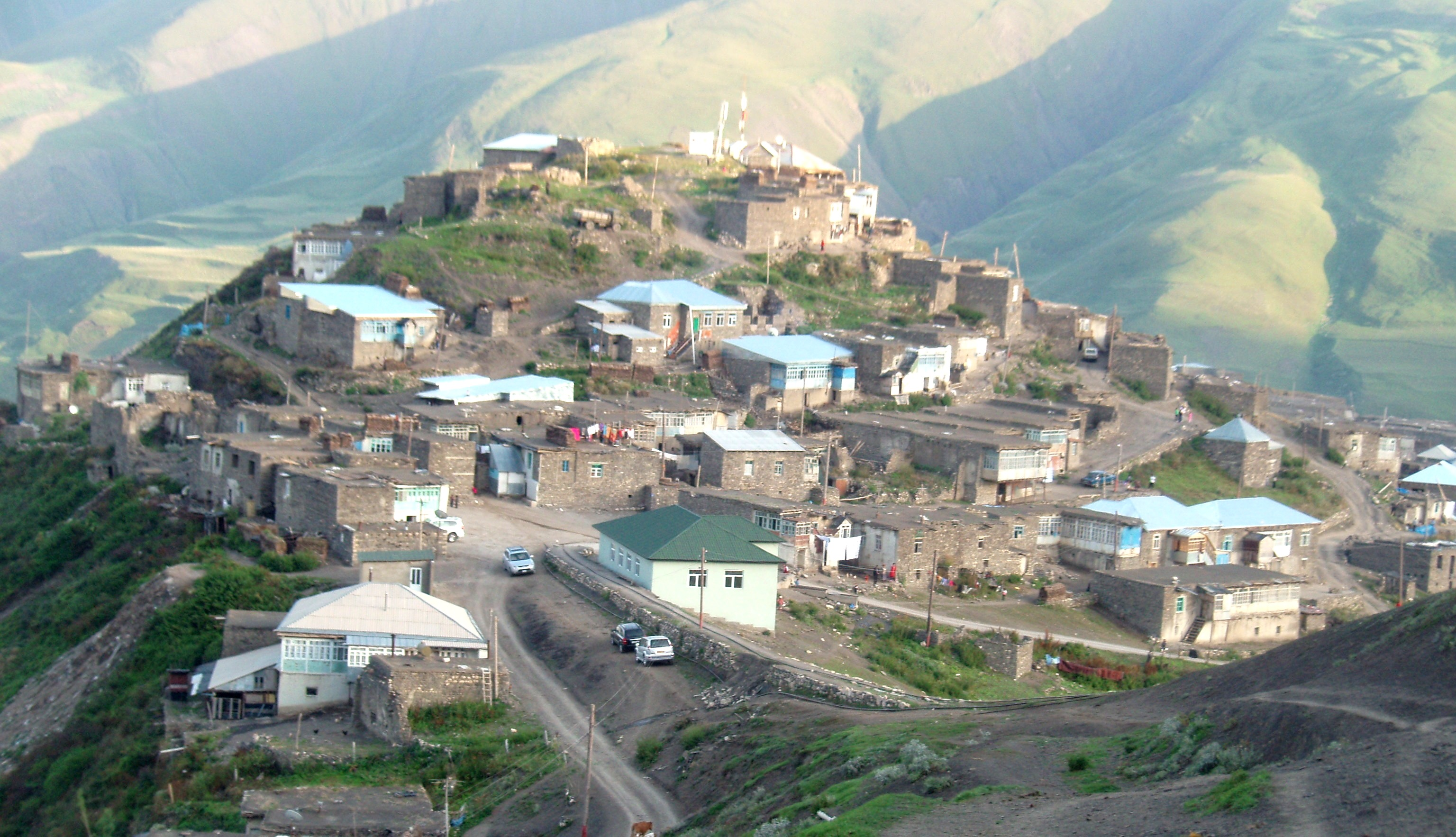
Село Хыналыг в Кубинском районе Азербайджана, лексика языка жителей которого испытала значительное влияние азербайджанского языка.

Значительное влияние азербайджанский язык оказал и на лексику хиналугского языка. Особенно много азербайджанских заимствований есть среди прилагательных и существительных. Глаголы посредством прибавления к ним стандартной спрягаемой части легко образуются от азербайджанских именных и причастных корней. Также азербайджанизмы встречаются среди служебных слов и частиц.
Порядковые числительные, ряд слов, обозначающих предметы домашнего обихода, а также употребляемые в различных отраслях культуры и науки термины в хиналугском языке являются азербайджанизмами. Также к азербайджанским заимствованиям относятся такие служебные слова, как послеслоги чими, ичир, уьстъур, гус, союз ки и др. Примерами азербайджанских заимствований в хиналугском можно назвать сас «голос» (азерб. səs), дагI «гора» (азерб. dağ), дад «вкус» (азерб. dad), диссиз «беззубый» (азерб. dişsiz), инсавсыз «безжалостный» (азерб. insavsız), джанавар «волк» (азерб. canavar) и пр. Некоторые же слова (такие, как гра «волк», мэда «гора»), которые с древних времён употреблялись в хиналугском, постепенно вытесняются азербайджанизмами

## В грузинском языке
Азербайджанизмы выявлены в грузинском языке. Так, А. Г. Нуриев в 1983 году выявил и описал некоторые азербайджанские слова в грузинском. Помимо этого азербайджанизмы в грузинском языке даются в статье С. С. Джикия (1957), а также в монографическом исследовании А. М. Асланова (1989). Азербайджанизмы укоренились и во всех семантических группах лексики и кахского говора ингилойского диалекта грузинского языка.

## В армянском языке
В книге «Сношения Петра Великого с армянским народом», комментируя армянские документы Г. А. Эзов отмечал, что «написанные, большей частью, на разговорном армянском языке, переполненном татарскими (азербайджанскими) словами», они могут использоваться как материалы по изучению диалектов армянского языка.
Армянский лингвист и этимолог Р. А. Ачарян в своей книге «Тюркские заимствования в армянском языке» 1902 года приводил слова из константинопольского, ванского, норнахичеванского и карабахского диалектов, которые были заимствованы из турецкого и азербайджанского языков.
Отдельные азербайджанизмы, по словам языковеда и тюрколога Э. В. Севортяна, содержатся в произведениях Ованнеса Ерзнкаци. К ним Севортян относит формы верурэм «я отдам, даю», алдурмушам «я (уже) заставил взять», которые встречаются в одном из списков стихотворения «Сын священника или дочь муллы». К азербайджанизмам Севортян относит и форму йери, йери (там же), означающему в азербайджанском «ходить, идти, двигаться», и, возможно, — айб «стыд, недостаток» (азерб. ayıb/eyb).
Азербайджанские слова введены и в некоторых армянских песнях ашуга Саята-Новы, значения которых объясняется в статье И. Мирзояна «Опыт интерпретации иностранных слов, использованных в песнях Саят-Новы» (1967).
Диалектные слова кярянди и кярянти («коса»), присущие карабахскому и кирзанскому диалектам соответственно, являются обратными заимствованиями из азербайджанского языка.

## В иранских языках

### В персидском языке
Проникновение азербайджанских-тюркских слов в персидскую лексику начинается в XVI веке. Около 1200 азербайджанских слов проникло в персидский язык, начиная с периода, когда во главе Ирана с XVI века стояли в основном азербайджаноязычные правители. Персидский язык испытывал мощное влияние азербайджанского. Эти заимствования относятся в основном к администрации, титулам и военной терминологии. Так, многие слова, связанные с появившимся в Иране в эпоху Сефевидов огнестрельным оружием, являются заимствованиями из азербайджанского. Это такие слова, как туп «пушка» — азерб. top, тофанк «ружье» — азерб. tüfəng, чехмаг «курок» — азерб. çaxmaq. Примерами же заимствований в области администрации являются такие слова, как туман, минбаши, юзбашы, бейклербейки, болук.
Множество повседневных азербайджанских слов свидетельствуют о твёрдом тюркском влиянии на лексику стандартного персидского языка, устного и письменного. Типичными являются такие слова, как отаг «комната» (азерб. otaq), оджаг «камин» (азерб. ocaq), оту «утюг» (азерб. ütü), гачаг «контрабанда» (азерб. qaçaq), гадаган «запрещено» (азерб. qadağan), тутун «табак» (азерб. tütün), туп «мяч» (азерб. top). Благодаря связям азербайджанского и персидского народов, названия таких блюд, как шешлик (азерб. şişlik), долме (азерб. dolma), гейме (азерб. qiymə), болмадж (азерб. bulamac), йохе (азерб. yuxa), комадж (азерб. komac) в персидском также заимствованы из азербайджанского. Также азербайджанизмами в персидском являются такие слова, как габ «блюдо» — (азерб. qab), гашог «ложка» — (азерб. qaşıq), газган «казан» — (азерб. qazan), гейчи «ножницы» — (азерб. qayçı), газ «гусь» — (азерб. qaz), агоз «рот» — (азерб. ağız), гатег «кефир» — (азерб. qatıq), саккез «восемь» — (азерб. səkkiz), гаргасу «свинец» — (азерб. qu(o)rquşun) и др.
В период Сефевидов в персидский язык перешли также такие азербайджанские слова как гезелбаш «кызылбаш» (азерб. qızılbaş), гебаг «тыква» (азерб. qabaq, balqabaq), эхтарма «добыча» (азерб. qənimət) и др.. Некоторые изменённые по форме заимствованные слова в персидском обретали даже иные значения. К примеру, старинные азербайджанские слова «йатаг» и «бургу» обрели в персидском формы یدگ (йедек) и بوق (буг) и сменили свои значения. А заимствованное из азербайджанского слово аш употребляется в значении «суп», тогда как в азербайджанском это слово означает «плов».
Помимо этого, часть употребляемых в персидском языке азербайджанизмов впоследствии изменялись в самом азербайджанском языке, приобретая другие формы и значения, или вовсе выходили из употребления. Примерами являются такие слова, как оруг (اروغ), эшик, отраг (اطراق), ага (آقا), эхтарама (اخترمه) и др.

### В курдском языке
Ещё больше слов проникло из азербайджанского в курдский язык. Значительное влияние азербайджанский язык оказал на лексику языка курдов, проживавших в Лачинском и Кельбаджарском районах Азербайджана.

### В талышском языке и языке тати
Долгие тесные экономические, культурные и общественные связи азербайджанского и талышского народов, живших на одной географической территории, создали условия для проникновения азербайджанских слов и в талышский язык. Проникшие из азербайджанского языка в талышский слова выражают как абстрактные, так и различные культурные, политические и военные понятия. Среди азербайджанизмов в талышском языке:
1. Названия предметов домашнего обихода: бошхаб//бошғгаб «тарелка», ғəзон//ғəзəн «котел», күлгаби «пепельница», чамче «паловник», ғыjмə «фарш», сəрынҹ «кувшин».
2. Названия одежды и украшений: долəғ «портянка», чəкмə «сапоги», əлҹак «перчат- ки», пенҹəк «пиджак», санҹəх «булавка», боjинбағи «кулон», ғолбағи «браслет», ахлығ «архалук».
3. Названия частей дома: үтоғ «комната», ғапү «дверь», оҹəғ «очаг», тəвүлə «хлев».
4. Названия овощей и растений: истот «перец», сармашығ «вьюн», сарибоғдə «сорт пшеницы», күсəбоғдə «сорт пшеницы», гызылгүл «роза», гегəрти «зелень», Гобə алмəси «кубинский сорт яблоки».
5. Названия животных и птиц: боғə «бугай», түлə «охотничья собака», ғаз «гусь», хорүз «петух», даjчə «жеребенок», чалаған «коршун/птица/».
6. Названия военных сооружений и термины, связанные с ними: гыүллə «пуля», тифанг «винтовка», ғондəғ «приклад», топ «пушка», сечмə «дробь», бешатлəн «пятизарядка», тəпончə «пистолет», ғылынҹ «шпага», топпоз «булава», ғошəлүлə «двухствольное ружье», тəкəлүлə «одноствольное ружье», ох «стрела».
7. Названия орудий сельскохозяйственного труда, транспортных средств и их частей: əрəбə «арба», ғырмəҹ «кнут», дəргəз «сноп», jəhəp «седло», котан «плуг», шүм «пахота», пəл «лопатка», хыш «соха».
8. Термины родства: дəдə «отец», нəнə «мать», jəзнə «зять», балдүз «сестра мужа», ғəjнəнə «теща, свекровь», баҹəнəғ «свояк, муж свояченицы», ғəjн «деверь, шурин», orəjə нəнə «мачеха», jенгə «женщина, сопровождающая новобрачную», елчи «сват, сваха».
9. Названия профессий: гиəмичи «кора- бельщик», гəзетчи «продавец газет», гезəтчи «наблюдатель», дерзи «портной», ғапүчи «привратник», ғəролчи «сторож», ғоллоғчи «служащий», чəкмəчи «сапожник», чобан «пастух», мешəбəги «лесник», əрəбəчи «возчик», овчи//офчи «охотник», илхычи «табунщик», ojнəш «любовник», чалғичи «музыкант», тоjбəги «жених».
10. Названия болезней и термины, связанные с ними: боғмə «дифтерия», сарилығ «желтуха», ғызылчə «корь», инəғ «ложный круп», ғызмə «температура».
11. Названия пищи: ғəjғəнəг «яичница», бозбаш «бозбаш/мясной суп с горохом/», долмə «голубцы», говормə «кавурма/жареное мясо/», доғрəмəҹ «окрошка», ғатығ «мясное блюдо к плову».
12. Отвлечённые имена: ҹəргə «ряд», ортəғ «посредник», охшəр «похожий», басəбас «давка», сорех «известие», jурд «жилище», сəк-сəкə «настороженность», əмəгүни «трудодень», то «ровесник», тəкон «толчок», доғ «клеймо», сығнəҹəг «убежище», ғəдəғəн «запрещение», ғыjғəҹи «косой», jатəҹəғ «постель».
В лексике талышского языка существуют также такие тюркизмы, которые, хотя и занимали особое место в азербайджанском языке, но позднее перестали употребляться, а некоторые стали использоваться редко. К этому ряду слов относятся слова алд «красный» (в современном азерб. al), агу «яд», «горький» (в азербайджанском языке этот лексем хотя и использовался когда-то как ağu, ağı, впоследствии стал употребляться как acı), улги «мера» (азерб. ülgü), амлыг (новорождённый козлёнок, ягнёнок, потерявший отца или рано родившийся; в азерб. əmlik — ягнёнок или козлёнок, сосущий материнское молоко). Также в талышском языке присутствуют слова, зафиксированные в древнетюркской письменности, что согласно Умняшкину показывает давность азербайджано-талышских языковых контактов. Это такие слова как бүнг (скорбь), кыртмә (короткий), ғатығ (мясная приправа к плову), кырч (крепкий).
По предположениям советского ираниста Б. В. Миллера, преобладающая часть и арабских слов вошла в талышский через азербайджанский язык ввиду крепких связей талышей с азербайджанцами. Заимствования из азербайджанского языка (например, дюз «прямой, правильный») имеются также в диалекте хоини языка тати (по селу Хоин к юго-западу от Зенджана в Иране).

### В татском языке
Азербайджанские элементы занимают важную часть татской лексики, пронизывая весь татский словарь и грамматический строй языка. Процессу влияния азербайджанского языка на татский, следы которого заметны в фонетике, лексике и грамматике, благоприятствовали отсутствие письменности, двуязычие, а также культурная общность с азербайджанцами. Из иноязычных заимствований в татском большее количество имеют азербайджанские слова. Азербайджанизмами в татском языке являются некоторые союзы, послеслоги, частицы, порядковые и количественные числительные. Заимствование происходит как в тех случаях, когда в татском нет адекватного по значению слова, так и зачастую вытеснением азербайджанскими словами соответствующих им по значению иранских слов. Во многих случаях русские, арабские и персидские слова проникают в татский через азербайджанский язык. К таковым заимствованиям слов арабского происхождения из азербайджанского относятся hазыр «готовый» (азерб. hazır), мühарибə «война» (азерб. müharibə), зəhмəт «труд» (азерб. zəhmət), həрф «буква» (азерб. hərf) и т. д.

### В гилянском языке
Среди тюркизмов в гилянском языке много и азербайджанских заимствований. Присутствуют также слова, проникшие в гилянский язык через посредство азербайджанского. Примерами азербайджанизмов в гилянском являются бушгаб «тарелка», «блюдо» (азерб. boşqab), дус(т)аг «тюрьма» (азерб. dustaq; «арестант», «невольник», «пленный»), дустагбан (с иранским элементов бан) «тюремщик, тюремный сторож», леваш «лаваш» (азерб. lavaş), адж «голодный»), четин «трудный» (азерб. çətin), чупог «чубук» (азерб. çubuq), йаваш «тихо, потихоньку» (азерб. yavaş), гаш «бровь» (азерб. qaş), йуреш «атака» (азерб. yeriş; ход, хождение), батлаг «болото, топь» (азерб. bataqlıq) и др..

### В осетинском языке
Осетинский язык содержит значительное количество тюркских заимствований, в основном относящихся к азербайджанскому языку, который являлся лингва-франка в Дагестане и Северном Кавказе и связывающим звеном осетин с остальными народами Северного Кавказа и мусульманскими народами на юге; кроме того, через азербайджанский язык в осетинский проникло большое количество арабских и персидских слов. В целом, азербайджанский язык был прямым или косвенным источником огромного количества культурных слов в осетинском.